# Biblioteca di Celso
La biblioteca di Celso è una biblioteca romana realizzata a Efeso in Anatolia durante l'età traianea in onore di Tiberio Giulio Celso Polemeano, illustre personaggio della città di Efeso che ricoprì tutte quante le cariche previste dal cursus honorum romano (fu persino insignito della carica di proconsole d'Asia nel 106 e morì poco prima del 117). L'edificio fu realizzato ad opera del figlio di Celso, Gaio Giulio Aquila, il quale lasciò in eredità alla città di Efeso i denarii per l'acquisto dei libri.
La biblioteca, che costituisce anche il monumento sepolcrale dello stesso Celso (la sua tomba infatti si trovava al di sotto dello stesso edificio) si trova in una zona nevralgica della città, a ridosso della grande agorà commerciale (agorà tetragona).

## Storia

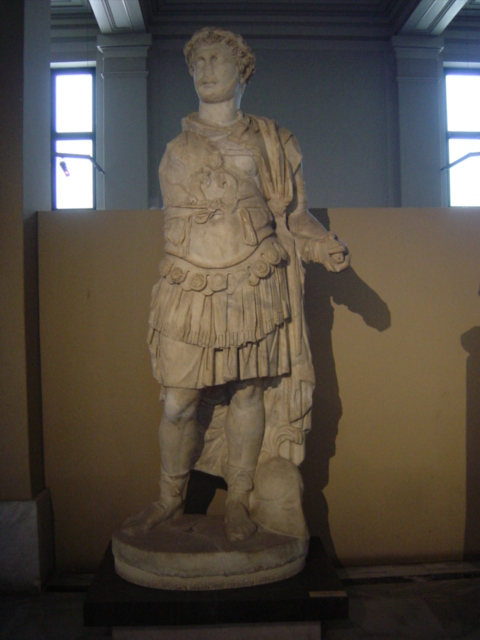
Statua marmorea di Celso, originalmente collocata nella nicchia centrale del piano superiore della Biblioteca, ma correntemente presso i Musei archeologici di Istanbul

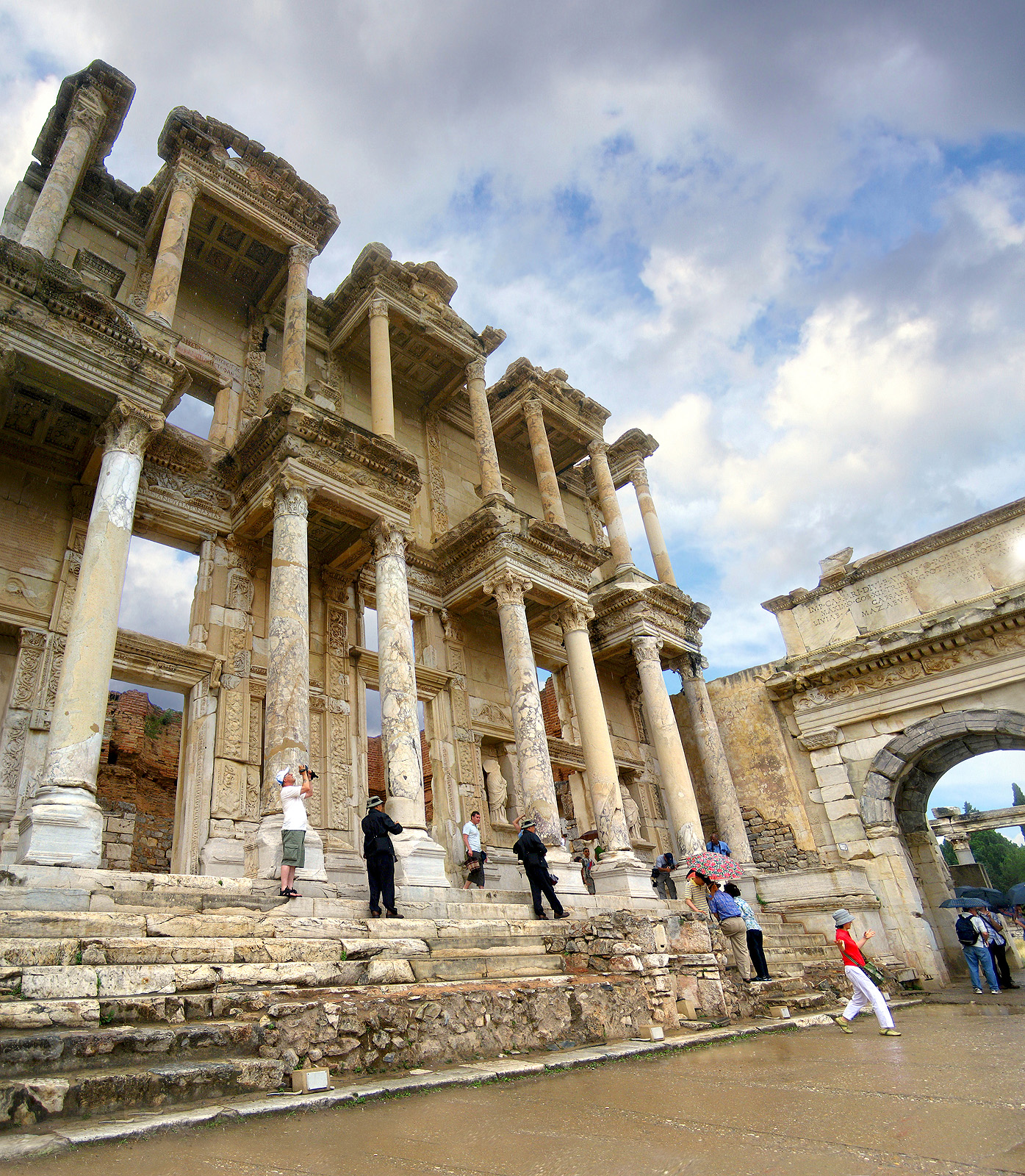
Biblioteca di Celso

La Biblioteca di Celso è una delle antiche costruzioni di stile romano a Efeso, nell'Anatolia che fa ora parte di Selçuk, in Turchia. Fu costruita in onore del senatore romano Tiberio Giulio Celso Polemeano (completata nel 135 d.C.) dal figlio di Celso, Gaio Giulio Aquila (console, 110 d.C.). Celso era stato console nel 92, governatore dell'Asia nel 115 e ricco cittadino localmente popolare. Nativo di Sardi e tra i primi uomini di pura origine greca ad essere nominato console dell'Impero Romano ed onorato sia come greco che come romano nella Biblioteca stessa. Celso pagò la costruzione della biblioteca coi suoi fondi personali.
La biblioteca fu costruita per alloggiare 12.000 rotoli e servire da tomba monumentale a Celso, che infatti è sepolto in un sarcofago sotto la biblioteca, nell'entrata principale che è sia una cripta contenente il suo sarcofago sia un monumento sepolcrale dedicato a lui. Era insolito esser sepolti dentro una biblioteca o anche entro i confini della città, quindi questo era uno speciale onore per Celso.
La Biblioteca venne costruita ad Efeso, un territorio che era tradizionalmente e profondamente legato alla cultura ed alle tradizioni greche.
L'edificio è importante quale uno dei pochi esempi sopravvissuti di antica biblioteca influenzata dallo stile romano. Dimostra inoltre che le biblioteche pubbliche non venivano costruite solo a Roma, ma in tutto l'Impero Romano.
L'interno della biblioteca e tutti i suoi libri furono distrutti da un incendio nel devastante terremoto che colpì la città nel 262 a seguito del quale rimase in piedi la sola facciata che, verso il 400 d.C., fu trasformata in un ninfeo. La stessa andò comunque interamente distrutta a causa di un altro terremoto, probabilmente nel tardo periodo bizantino.
In un complesso restauro che si ritiene abbia restituito con molta fedeltà l'aspetto originale, la facciata anteriore è stata totalmente ricostruita per anastilosi nel corso degli anni 1960 e 1970 e serve ora come un primo esempio di architettura romana pubblica. La Biblioteca di Celso può servire da modello per altre, meno ben conservate, biblioteche in altre parti dell'Impero, perché è possibile che diverse collezioni letterarie siano state alloggiate in altre città romane a beneficio di studenti e di viandanti romani. Queste librerie potrebbero anche aver ospitato raccolte di documenti di interesse locale, se non furono distrutti durante la conquista romana.

## Architettura

### Caratteristiche

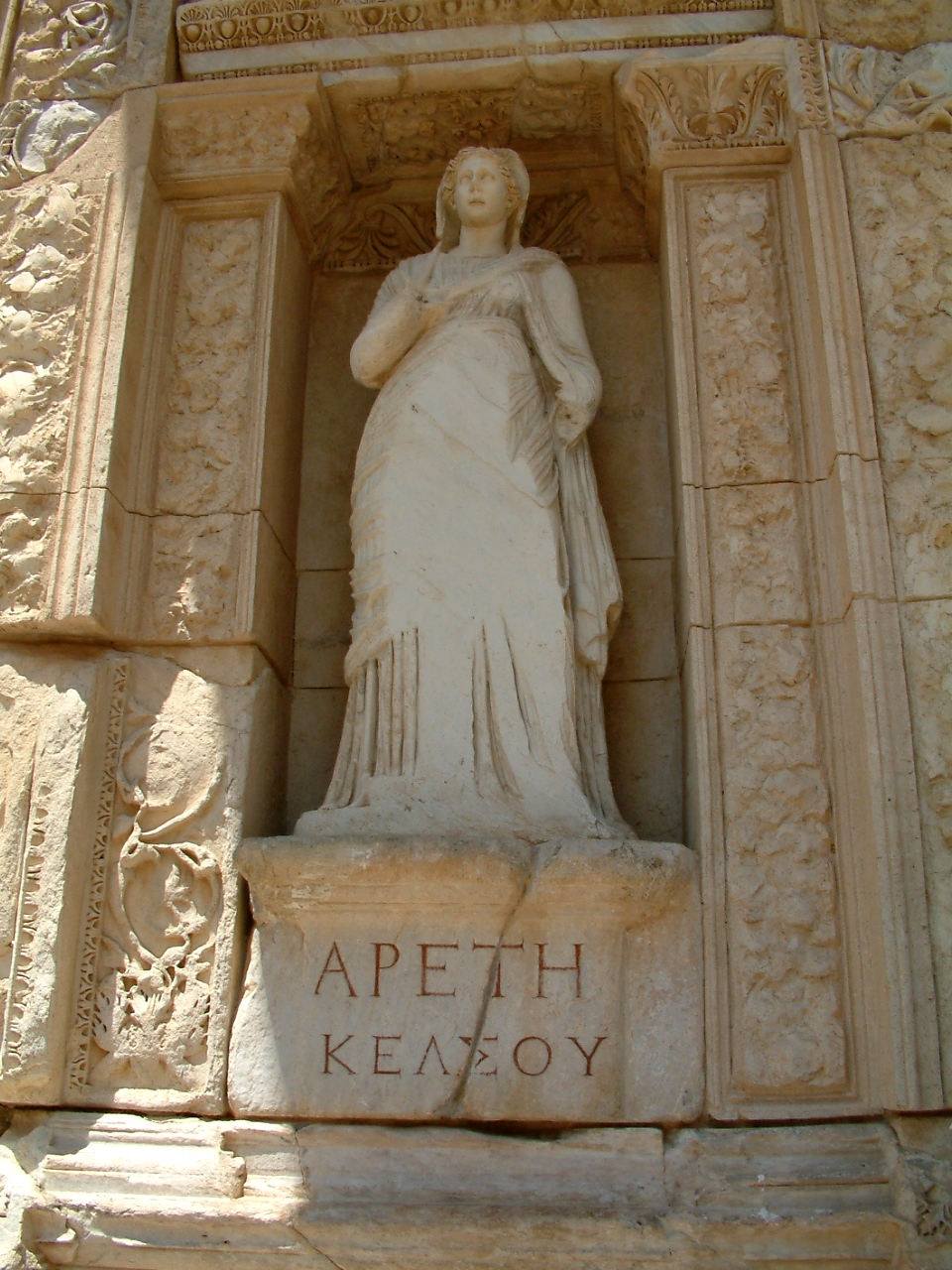
L'areté di Celso

La tecnica edilizia utilizzata è l'opera laterizia, con l'impiego di pietrame. Pregevole la decorazione della facciata (che è stata interamente ricomposta da archeologi austriaci), che prevede l'uso di varie qualità di marmi, tra cui il pavonazzetto: viene riproposto qui lo schema tipico delle quinte scenografiche teatrali, ovvero la sovrapposizione di colonnati di vario ordine, che creano un particolare gioco prospettico con il loro aggettare rispetto alla parete di fondo.
La decorazione di questo monumento costituisce un notevole esempio di quello che solitamente viene indicato come "barocco asiatico".
Da ricordare, in particolare, le quattro nicchie presenti nella stessa facciata, che accolgono le statue celebranti le virtù di Celso: sophìa, areté, èunoia ed epistème (saggezza, virtù, benevolenza e sapienza).
Si nota infine la presenza di doppi muri con intercapedine, atti a salvaguardare i rotoli di papiro dal pericolo di incendi.

### Analisi
L'edificio è composto da un'unica sala che si affaccia ad est verso il sole del mattino, come Vitruvio consigliava, a beneficio dei mattinieri. La biblioteca è costruita su una piattaforma, con nove gradini lungo l'intera larghezza della costruzione e che conducono a tre ingressi frontali. L'ingresso centrale è più grande dei due laterali e tutti sono decorati con finestre superiori. Ai fianchi degli ingressi ci sono quattro coppie di colonne ioniche elevate su piedistalli. Una serie di colonne corinzie sono poste direttamente sopra la prima serie, aggiungendo altezza all'edificio. Le coppie di colonne del secondo piano affiancano le finestre nello stesso modo che le colonne del primo piano affiancano le porte e inoltre creano nicchie che avrebbero ospitato le statue. Si pensa ci possa essere stata una terza serie di colonne, ma oggi ce ne sono solo due.
Questo tipo di facciata con telai incassati e nicchie per statue è simile a quella che si trova negli antichi teatri greci (l'edificio del palcoscenico dietro l'orchestra, o Skené) ed è quindi caratterizzata come "scenografica".
Gli altri lati dell'edificio sono irrilevanti dal punto di vista architettonico, perché la biblioteca era fiancheggiata da altri edifici. L'interno del palazzo, non completamente restaurato, era un unico ambiente rettangolare (misurante 17mx11m) con un'abside centrale incorniciato da un grande arco nella parete di fondo. Una statua di Celso o di Atena, dea della sapienza, si trovava nell'abside, e la tomba di Celso era posta direttamente sotto, in una camera con soffitto a volta. Lungo gli altri tre lati si trovavano nicchie rettangolari che contenevano armadi e scaffali per i 12.000 rotoli. Si dice che Celso avesse lasciato un'eredità di 25.000 denari per pagare il materiale di lettura della biblioteca.
Il secondo e terzo livello possono essere raggiunti tramite una serie di scale costruite nei muri per aggiungere un supporto alla costruzione e avevano altre nicchie per rotoli. Il soffitto era piatto e forse aveva un oculo quadrato centrale per fornire più luce. Lo stile della biblioteca, con la sua facciata ornata, equilibrata, ben pianificata, riflette l'influenza greca sull'architettura romana. I materiali da costruzione, mattoni, cemento e calcinacci con mortaio, dimostrano l'avvento dei nuovi materiali che è entrarono in vigore durante il II secolo dell'Impero Romano.

### La statua di Celso
La statua rappresentante Celso si trova oggi al Museo Archeologico di Istanbul ed era un tempo collocata in facciata assieme ad altre statue, al secondo livello della struttura. Il patrono della biblioteca è rappresentato con una mascella marcata, capelli ricci e una barba fine, facendo eco quindi alle altre sculture ellenistiche in facciata. Lo stile imita quello della ritrattistica imperiale di età adrianea, suggerendo quindi che la statua potrebbe essere stata realizzata molto tempo dopo la morte di Celso stesso. La scelta di rappresentare il patrono della biblioteca con l'armatura è indubbiamente una scelta di tipo politico nel voler rimarcare l'ascesa in società di Celso stesso, avvenuta appunto tramite la carriera militare.